# Inuline
Inuline verwijst naar een groep fructosehoudende polysachariden (fructanen), bestaande uit ketens van drie tot maximaal honderd monosacharide-eenheden (fructosemoleculen). De ketens kunnen vertakt of recht zijn en hebben aan het eind van de keten een glucosemolecuul. Inuline behoort tot de koolhydraten maar is als gevolg van de langzamere vertering vooral voor diabetespatiënten minder belastend.

## Voorkomen
Inuline komt voor in de wortels van planten die groeien in koud-gematigde gebieden (bijvoorbeeld alant (Inula), cichorei, aardpeer, bataat, dahlia, paardenbloem, schorseneer en artisjok). Het wordt opgeslagen in de vacuole van plantencellen en is net als zetmeel een reservestof voor de plant. Het werkt ook als cryoprotectant, wat betekent dat het de plant beschermt tegen bevriezing.
Inuline heeft zelf geen zoete smaak, maar inuline-preparaten bevatten vaak afbraakproducten (fructo-oligosachariden) met een zoete smaak, waardoor het preparaat toch vaak zoetig smaakt. Inuline heeft een witte kleur en is vrij goed in water oplosbaar.

## Eigenschappen
Inuline wordt door de mens niet vanuit de dunne darm opgenomen, omdat het nodige enzym ontbreekt om de beta-(2-1)-fructaanverbindingen af te breken waarmee de verschillende fructose-eenheden met elkaar zijn verbonden. In de dikke darm zijn enkele groepen bacteriën aanwezig die dat enzym (inulinase) wel bezitten. Daardoor vindt daar groeistimulatie plaats van groepen darmbacteriën die inuline kunnen afbreken, waaronder sommige bifidobacteriën en diverse andere soorten. Daarbij worden diverse organische zuren geproduceerd, zoals melkzuur, barnsteenzuur, boterzuur, propionzuur en azijnzuur. Andere afbraakproducten zijn waterstof, koolstofdioxide evenals andere gassen die bij daarvoor gevoelige personen tot flatulentie kunnen leiden.
Met name de verzuring bemoeilijkt het overleven van enkele pathogene groepen bacteriën (verhoogt de kolonisatieresistentie), in het bijzonder die uit de Clostridium perfringensgroep.
Inuline en oligofructose zijn in staat de bifidoflora te stimuleren. Om deze reden worden inuline en oligofructose onder de zogenoemde prebiotica geschaard.

## Winning
Sinds 1992 wint Sensus (net als Suiker Unie onderdeel van Royal Cosun) in de voormalige suikerfabriek te Roosendaal op industriële schaal inuline uit de worteldelen van cichorei.

## Toepassingen
De uit cichoreiwortel gewonnen inuline wordt toegepast in o.a. brood- en banketproducten, zuivel, ontbijtgranen en repen. Daartoe kan inuline eerst worden gehydrolyseerd tot oligofructose.
Inuline wordt als glucosevervanger gebruikt bij de behandeling van suikerziekte (diabetes mellitus), aangezien het de bloedglucosespiegel niet beïnvloedt.
Als prebioticum wordt inuline ook gebruikt door mensen met het prikkelbaredarmsyndroom, bij obstipatie en diarree. De dosering is dan meestal 5-15 gram per dag.

### Nierfunctie
Inuline wordt in de nier volledig gefilterd, niet geresorbeerd, uitgescheiden of omgezet en de stof komt niet van nature in het lichaam voor. Deze factoren maken inuline (naast creatinine) een instrument om de nierfunctie te meten. De inulineklaring is dan ook een maat voor de glomerulaire filtratiesnelheid.